# Warhammer 40,000 Roleplay
Warhammer 40,000 Roleplay è una serie di giochi di ruolo con un sistema di regole comune, che condividono la stessa ambientazione gotica e tecno-fantasy del gioco da tavola Warhammer 40.000. Nel primo gioco, Dark Heresy, i giocatori interpretano un gruppo legato all'Inquisizione. Rogue Trader tratta i viaggi stellari, il commercio, l'esplorazione e gli Xeno. Deathwatch permette di interpretare i potenti Space Marines. Black Crusade vede protagonisti e cultisti del Caos, mentre Only War offre la possibilità di giocare con i temerari soldati della Guardia Imperiale.
La Black Industries ha deciso di ambientare il gioco in un settore di spazio nuovo e mai descritto precedentemente, il settore Calixis, all'interno del Segmentum Obscurus. Questo settore è adiacente allo Scarus, ambientazione della trilogia di Eisenhorn di Dan Abnett.
Inizialmente sviluppato dalla Black Industries e dalla Green Ronin, i diritti del gioco sono passati alla Fantasy Flight nel 2008, che ha continuato la pubblicazione di manuali e supplementi.

## Il gioco
In Dark Heresy, i giocatori assumono il ruolo di un gruppo di Accoliti che lavorano per un Inquisitore, che li assegna di volta in volta a varie missioni. A seconda del tipo di missione, il gameplay tratta investigazione, combattimento, intrigo e tanto altro. Ad ogni modo, il Game Master può adattare la sua campagna per soddisfare il suo gruppo di giocatori. Visto che i personaggi sono agli ordini di un Inquisitore, la maggior parte delle missioni riguarderà l'eradicazione di vari tipi di eresia, ma il gioco permette altri tipi di missione, inclusa la raccolta di indizi di corruzione, l'eliminazione di bande pericolose, di minacce aliene o di Psionici fuorilegge.
In Rogue Trader, un giocatore assume il ruolo di Capitano di una Nave Stellare, mentre gli altri personaggi interpreteranno il resto del suo equipaggio, e opereranno al di fuori dei confini e della giurisdizione dell'Impero. Il manuale comprende, tra le altre cose, le regole per il commercio interplanetario e il viaggio, combattimento e personalizzazione delle Navi Stellari.
In Deathwatch, i giocatori interpretano una squadra di Space Marines assegnati ad una squadra élite dell'Ordo Xeno, con il compito di difendere l'Impero dalle minacce più oscure, come alieni ostili, eresie interne e minacce demoniache provenienti dal Warp.
In Black Crusade, i giocatori assumono il ruolo di personaggi corrotti dal Caos. Il libro contiene sostanzialmente regole per interpretare versioni corrotte degli eroi presentati nei manuali precedenti, dediti al male.
Only War permette di giocare con soldati della Guardia Imperiale, uno dei milioni di temprati coscritti che combattono costantemente su miriadi di fronti agli ordini dell'Adeptus Terra.

## Sistema
Il sistema di gioco usa esclusivamente il dado da 10 (d10), nella forma di tiro percentuale, tiro singolo o tiro sommato, ed è molto simile a Warhammer Fantasy Roleplay. Tuttavia, al posto del sistema di carriere libero, troviamo un piano di avanzamento molto legato alla specializzazione del personaggio, che avanzando sceglierà di volta in volta in quale campo migliorare.
Il personaggio ha 9 caratteristiche;
- Abilità con le Armi
- Abilità Balistica
- Forza
- Robustezza
- Agilità
- Intelligenza
- Percezione
- Volontà
- Simpatia

Normalmente, i valori di questi attributi variano da 1 a 100, anche se difficilmente si potrà andare oltre il 70. Diversamente dalla scala 1-10 del gioco da tavola di Warhammer 40.000, un normale essere umano avrà un punteggio medio di 30 in ogni caratteristica; 40 è una caratteristica notevole, mentre 50 è molto forte. La media al momento della creazione del personaggio è 31, che verrà modificata da una serie di attributi, come il mondo natale ed il background. Ad esempio, un personaggio proveniente da un Mondo Alveare ha una maggiore Simpatia, ma una minore Robustezza. Da notare inoltre che nei manuali successivi, come Deathwatch, i personaggi sono enormemente più potenti di un normale essere umano, e le loro caratteristiche verranno potenziate di conseguenza.
Ogni azione, come sparare con un'arma o utilizzare un'abilità, usa la seguente meccanica di base:
- Tiro del dado percentuale
- Sommare bonus e penalità associati con l'azione
- Comparare il risultato con la caratteristica (o abilità) appropriata; un risultato uguale o minore indica un successo; superiore indica un fallimento.

In alcune azioni, la quantità di successo o fallimento può determinare il margine di risultato dell'azione, permettendo al Game Master di fornire dettagli sul risultato stesso.

## Warhammer Fantasy Roleplay
Warhammer Fantasy Roleplay è il corrispettivo Fantasy del gioco, ambientato nel Vecchio Mondo. Il sistema di regole è praticamente uguale, fatta eccezione per il sistema di carriere ed alcuni adattamenti minori.